# Lieser (commune)
Pour les articles homonymes, voir Lieser.

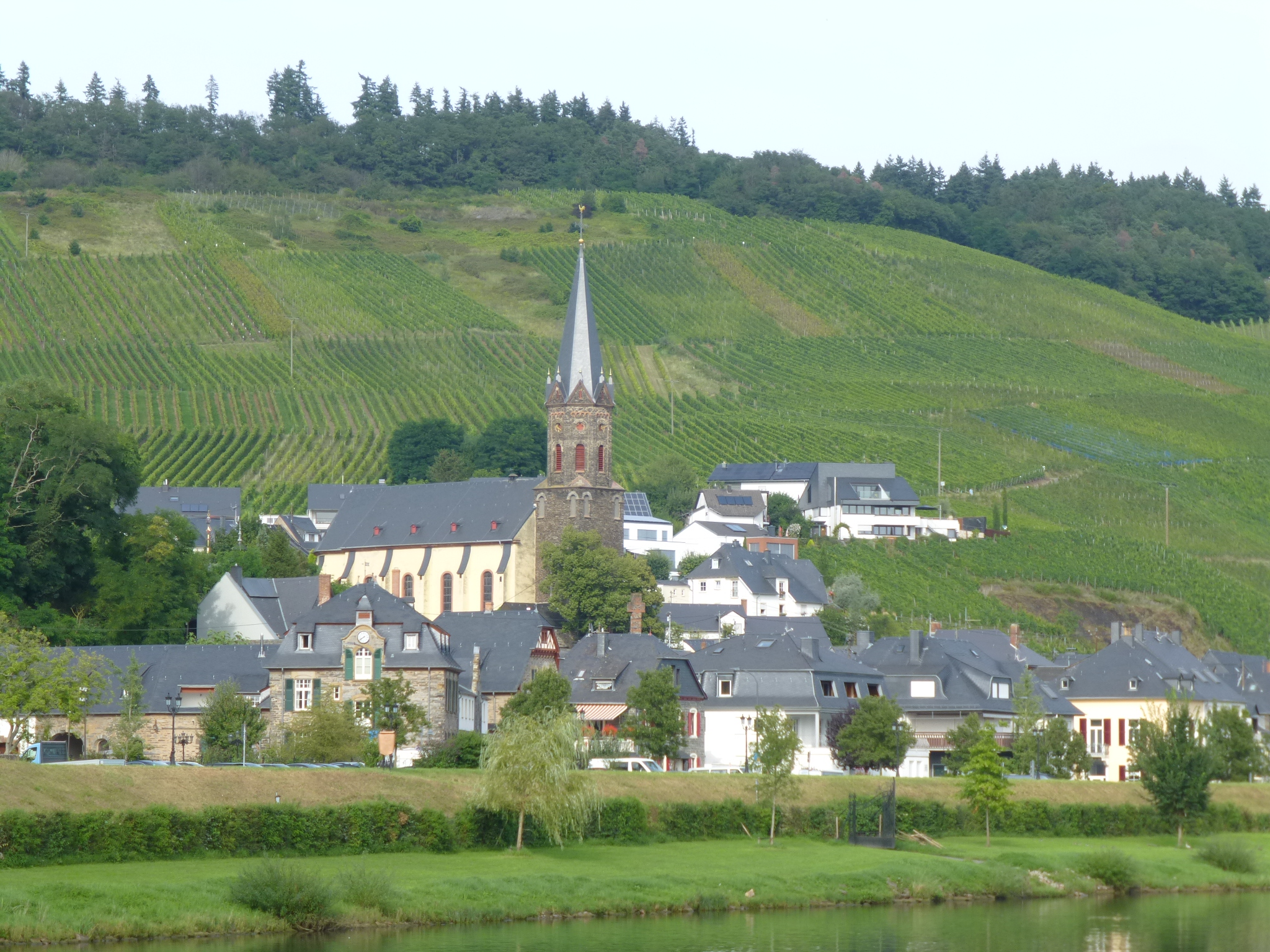
Le village et son vignoble vus depuis la Moselle.

Lieser est une municipalité allemande située dans le land de Rhénanie-Palatinat et l'arrondissement de Bernkastel-Wittlich, sur la rive gauche de la Moselle.

## Histoire
Des vestiges de l'époque romaine ont été retrouvés sur le territoire du village. En 2005, ont été découverts une conduite d’eau romaine, des surfaces de briques romaines et un pressoir à vin romain.
Le village a été mentionné pour la première fois en 817 sous le nom de Lisura. D’après des documents datant des années 1085 et 1165, une grande partie des terres de Lieser « ainsi que l’église et ses dîmes, ses vignes et ses terres arables » appartient à l’abbaye de Saint-Hubert dans les Ardennes, qui était subordonnée au diocèse de Liège. 
En 1575, l’abbaye de Saint-Hubert vend sa propriété à l’archevêque de Trèves,Jakob von Eltz-Rübenach (en).  Les habitants du village vivent principalement de la viticulture et sont tenus de payer les tiers et les dîmes en tant que locataires. En 1800, sous Napoléon, la « Mairie de Lieser » est fondée, qui comprend Kesten, Maring-Noviand, Filzen et Wintrich en plus de Lieser. Après la défaite de Napoléon, Filzen et Wintrich sont affectés à la mairie de Mülheim en 1815, tandis que Wehlen et Kues (jusqu’en 1905) sont affectés à la mairie de Lieser. Au Congrès de Vienne, la Rhénanie, y compris l’ancien électorat de Trèves et de Lieser, est devenue prussienne. 
Lieser connait son apogée dans la seconde moitié du xixe siècle, lorsque la famille d’industriels Puricelli construit le château de Lieser à l’ouest du village après le mariage du baron Clemens von Schorlemer-Lieser (en) dans les années 1884-1887. À la fin du siècle, le domaine s’est transformé en château. L’empereur Guillaume II, qui était un ami de Schorlemer, a visité Lieser en 1906, 1911 et 1913. 

## Maires
Christian Büscher est devenu maire de Lieser le 5 juillet 2024. Lors de l’élection directe du 9 juin 2024, il a été le seul candidat à être élu pour cinq ans avec 89,7 % des voix.
Le prédécesseur de Büscher, Jochen Kiesgen, a pris ses fonctions le 27 juin 2019. Lors de l’élection directe du 26 mai 2019, il a obtenu 79,6 % des suffrages exprimés. Le prédécesseur de Kiesgen en tant que maire fut Reinhard Barthen.